# Dolní Lochov
Dolní Lochov település Csehországban, a Jičíni járásban. Dolní Lochov Ohařice, Ostružno, Samšina és Holín településekkel határos. Lakosainak száma 60 fő (2024. január 1.).

## Népesség
A település lakosságának változását az alábbi diagram mutatja:
| Lakosok száma | 157  | 156  | 136  | 105  | 61   | 52   | 49   | 43   | 47   | 60   |
|               | 1869 | 1890 | 1921 | 1950 | 1980 | 2001 | 2017 | 2019 | 2022 | 2024 |